# 大田垣莲月
大田垣莲月（1791年—1875年），日本江户时代的诗人。本名大田垣誠。她在1823年丈夫死后，取法号“莲月”。为一位活跃的和歌歌人，书法家，陶瓷艺人和画家，并师从六人部是香（1862年死）和上田秋成两位作家。她的诗中的意向赞美平凡的日常生活。晚年出家，隱居於神光院。

## 扩展阅读
- Takeuchi, Melinda (1985). "Ōtagaki Rengetsu." Kodansha Encyclopedia of Japan. Tokyo: Kodansha Ltd.